# Nely Carla Alberto Francisca
Nely Carla Alberto Francisca (Sant Sebastià, País Basc, 2 de juliol de 1983) és una jugadora d'handbol basca, guanyadora d'una medalla olímpica.
Encara que ella va néixer a Espanya els seus pares són naturals de Cap Verd, per la qual cosa compta amb doble nacionalitat.
Membre de la Sociedad Deportiva Itxako, va participar als 29 anys en els Jocs Olímpics d'Estiu de 2012 celebrats a Londres (Regne Unit), on va aconseguir guanyar la medalla de bronze en derrotar en el partit pel tercer lloc a la selecció de Corea del Sud.
Al llarg de la seva carrera ha aconseguit una medalla de bronze al Campionat del Món d'handbol.